# Solar da Baronesa de Muriaé
O Solar da Baronesa de Muriaé é um casarão histórico construído em 1844, a pedido do fazendeiro Manuel Pinto Neto da Cruz, o Barão de Muriaé, para sediar a fazenda de fabricação de açúcar e aguardente. O solar está localizado na cidade de Campos dos Goytacazes, no estado do Rio de Janeiro. É um patrimônio cultural tombado pelo Instituto do Patrimônio Histórico e Artístico Nacional (IPHAN), na data de 19 de julho de 1974, sob o processo de nº 890-T-1973.

## História
Em 1844, o solar foi construído para sediar uma fazenda de fabricação de açúcar e aguardente. Seus proprietários eram o barão e baronesa de Muriaé, o senhor Manuel Pinto Neto da Cruz e sua esposa, Dona Raquel Francisca de Castro Netto da Cruz. O solar recebeu como hóspede o Imperador Dom Pedro II, quando este visitava a cidade em 1847.
Após a morte de Dona Raquel Francisca de Castro Netto da Cruz, o solar passou a ser de propriedade do Senador João Cleófas e a fazer parte da Usina Sapucaia. Abrigou, por um período, uma escola primária em um dos seus salões.
O solar passou por um período de abandono até ser doado para à Academia Brasileira de Letras, em 1975. Em 1877, a Academia Brasileira de Letras reformou o solar, que já era tombado pelo IPHAN, para abrigar a sede do Instituto Internacional de Cultura.
Nos anos de 1990, a administração do imóvel passou a ser de responsabilidade da Universidade Estadual do Norte Fluminense Darcy Ribeiro (UENF), para sediar o Instituto de Ciências Políticas.
Em 2018, o prefeito, juntamente com o presidente da Academia Brasileira de Letras, iniciou estudos para a restauração e uso do solar histórico.

## Arquitetura
O solar foi construído com dois pavimentos e edificação de arquitetura colonial. Originalmente, com a fachada principal voltada para o Rio Muriaé, e, atualmente, a fachada principal é voltada para a rodovia. O telhado em oito águas foi coberto com telha capa e canal e possui sanca em argamassa. As paredes externas foram construídas com tijolos maciços. No seu interior foi construída uma capela com devoção a São Francisco.